# Brann Dailor
Brann Timothy Dailor (Rochester, 19 marzo 1975) è un batterista statunitense, cofondatore e batterista della band heavy metal Mastodon.
Il suo stile è influenzato da generi come il jazz e il prog-rock, inoltre in un'intervista ha dichiarato che i suoi album preferiti sono Innervisions di Stevie Wonder e The Lamb Lies Down on Broadway dei Genesis.
Prima di entrare nei Mastodon ha fatto parte, insieme a Bill Kelliher, della band technical death metal Lethargy ed ha partecipato all'album In the Eyes of God dei Today is the Day. È stato inoltre un membro fondatore della band di Atlanta Gaylord.
Con la crescente fama della band ha acquisito una certa notorietà, tanto da esibirsi al Modern Drummer Festival 2006 e ricevendo numerosi attestati di bravura tra cui quello di Dave Grohl.
È sposato con Susanne Gibboney, chitarrista e cantante dei Lust, batterista dei Catfight e bassista dei Tiger!Tiger!. Come dichiarato in un'intervista ha un'ossessione per il chitarrista Randy Rhoads, scomparso il giorno della sua nascita, infatti la sua batteria presenta una fantasia che consiste in pois bianchi su sfondo nero come la famosa "Polka Dot V" di Rhoads, raffigurato inoltre sulla grancassa.

## Equipaggiamento
Dailor è endorser Tama per quanto riguarda batterie e hardware, Meinl per i piatti, Evans per le pelli e Vater Percussion per le bacchette.
Fusti
- Tama Starclassic Performer B/B
  - Grancassa: 22"x18"
  - Tom: 10"x8"
  - Tom: 12"x9"
  - Tom: 13"x10"
  - Timpano: 16"x16"
  - Rullante: Starphonic Brass 14"x6"

Hardware
- Tama
  - Doppio pedale Speed Cobra
  - Asta hi-hat Iron Cobra Lever Glide
  - Sgabello 1st Chair Ergo-Rider

Pelli
- Evans
  - Tom e timpani: G2 Clear battente - G1 Clear risonante
  - Rullante: Power Center battente - 300 risonante
  - Grancassa: EQ3 Clear battente - EQ3 Reso Black risonante

Bacchette
- Vater Percussion
  - 5B Brann Dailor Signature

Piatti
- Meinl
  - Mb20 Heavy Soundwave Hi-Hat 14"
  - Mb20 Heavy Crash 18"
  - Mb20 Heavy Crash 20"
  - Mb8 Ghost Ride 21"
  - Classics Medium Bell 8"